# Metriserbart rum
Ett metriserbart rum är inom matematiken, specifikt topologi, ett topologiskt rum som är homeomorft med ett metriskt rum. Det betyder att man kan definiera en metrik på rummet så att den metriska topologin är identisk med den ursprungliga topologin. 

## Egenskaper
Alla topologiska egenskaper som metriska rum har delar även metriserbara rum. Det betyder bland annat att de är normala..

## Tillräckliga villkor för att vara metriserbara
Urysohns metriseringssats säger att varje topologiskt rum som är T3 och har en uppräkenlig bas är metriserbart. Denna sats bevisades av Tikhonov som en generalisering av ett tidigare resultat av Urysohn. 
Denna sats har flera följdsatser. Bland annat innebär den att ett kompakt Hausdorffrum är metriserbart om och endast om den har en uppräkenlig bas.

## Exempel på icke-metriserbara rum
Inga icke-normala topologiska rum är metriserbara, exempelvis:
- Rum med Zariskitopologin.
- Det topologiska vektorrummet av alla reellvärda funktioner på de reella talen, där konvergens definieras som punktvis konvergens.